# 電源車

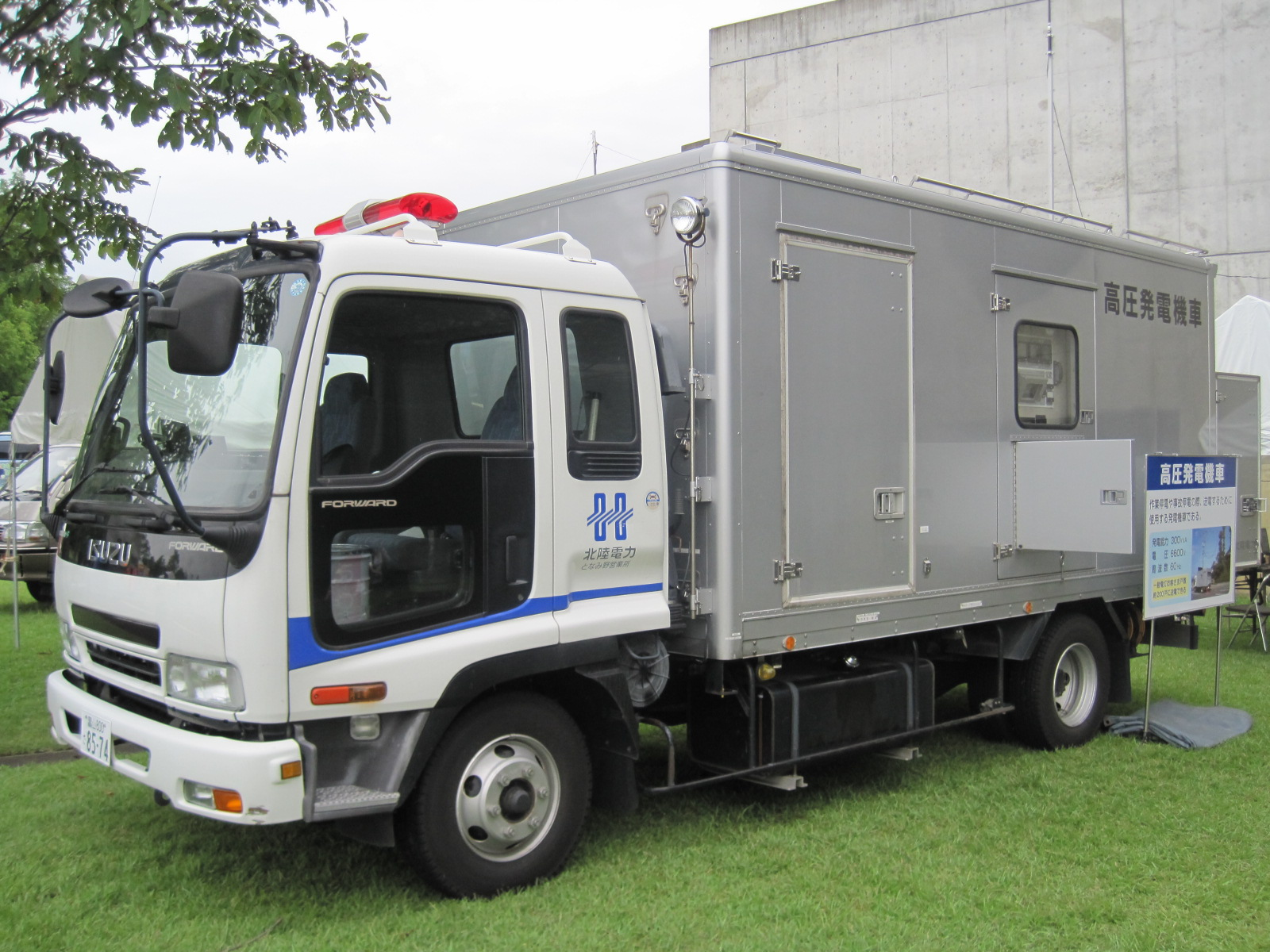
北陸電力の移動電源車
（いすゞ・フォワード）

電源車（でんげんしゃ）とは、主として他者（他車）に電力を供給するための発電機を搭載した自動車や鉄道車両のこと。発電車（はつでんしゃ）とも。

## 自動車
自動車の場合、主に災害などで発電や送電の設備が機能しない場合、ないしは映画、テレビ、写真などのロケーション撮影（主に照明用）や、イベントなどで臨時に大電力を供給する必要が生じた場合に、発電機を積んだ車両がこれにあたる。

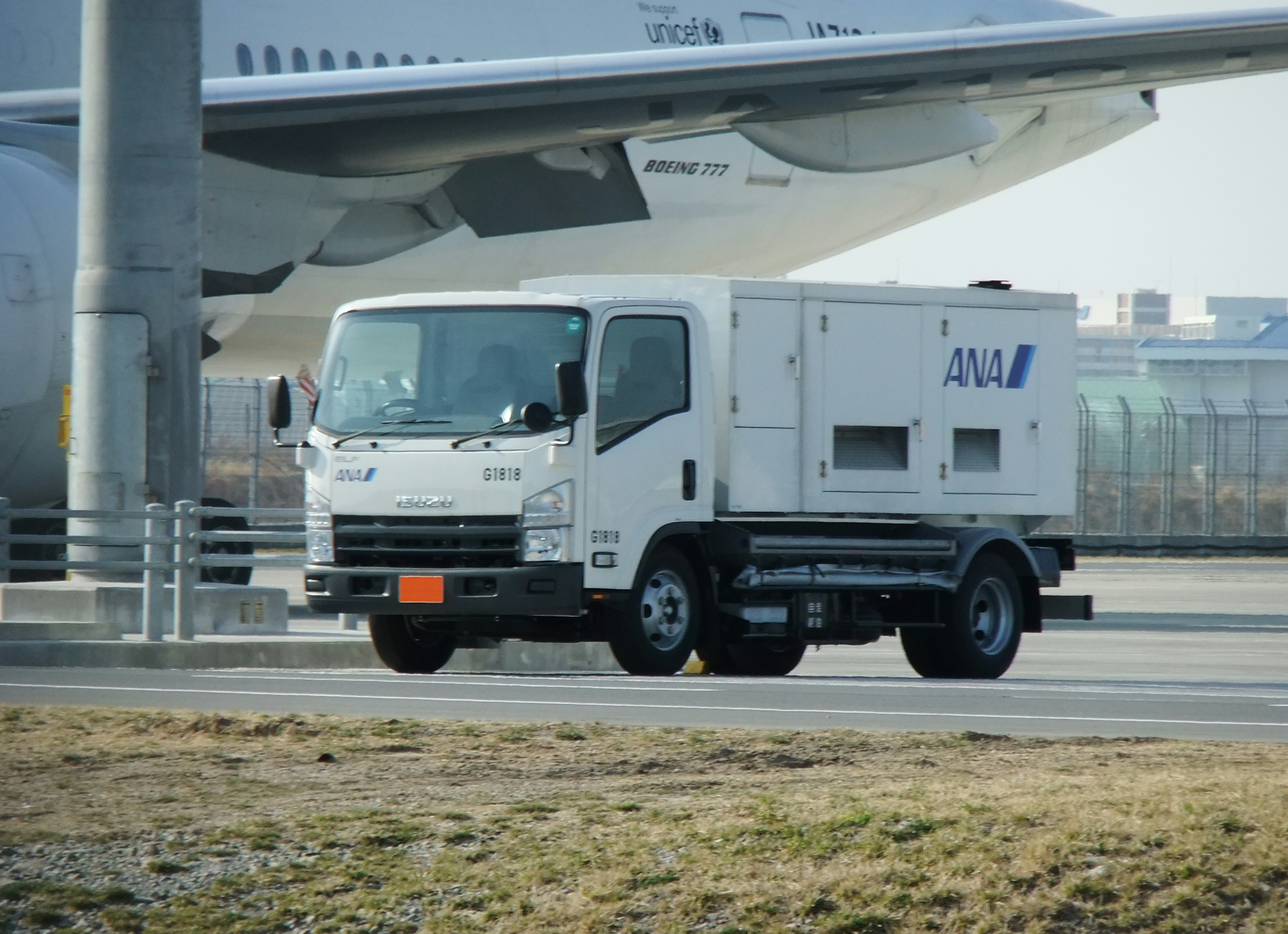
ANAの航空電源車（いすゞ・エルフ）

この場合、発電機の駆動に専用エンジン、もしくはPTOを用いる特種用途自動車を指し、例えば、軽トラックの荷台に可搬型のガソリン発電機を置いた程度（固定された発電機やカプラー、ケーブルの類をもたない）では電源車とは呼べない。

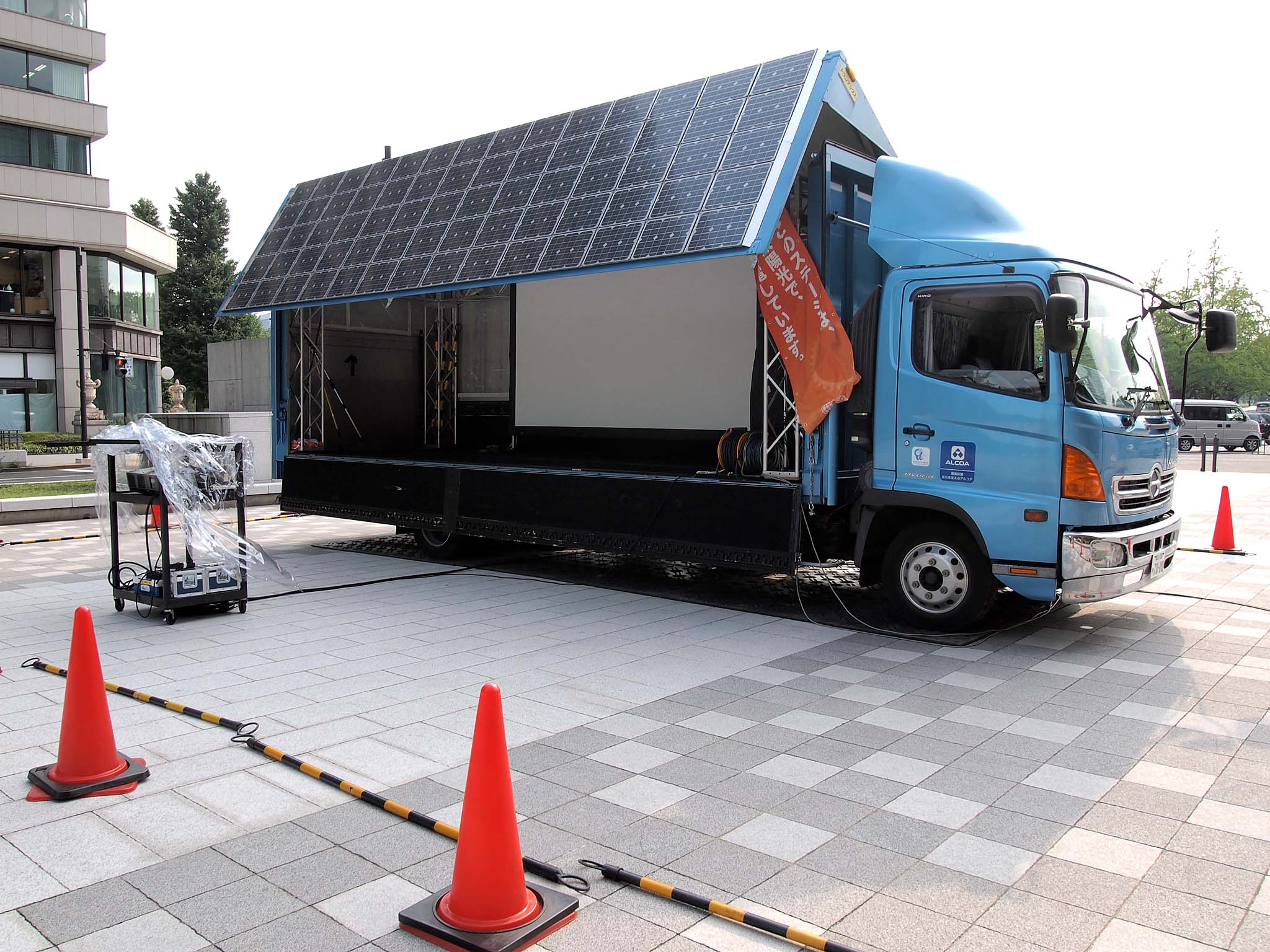
太陽光発電の電源車（日野・レンジャー）

2010年代からは原動機に代えて、太陽電池パネルを装着した太陽光発電の電源車や、水素タンクを搭載した燃料電池トラック電源車も登場している。また電気自動車やプラグインハイブリッド車、燃料電池自動車では家庭の送電系統が寸断されたときにVehicle to Home(V2H)機器を介して車両からの電力供給が可能な車種が販売されている。
なお、消防車両として照明電源車があり、夜間に発生した災害では照明作業を行うほか、昼間にはトンネルや地下街での災害時に消防機器や緊急に電力を必要とする施設への電力供給を行う。

### 航空機用
飛行場などで見られる航空電源車は、駐機中のエアコン、照明などのサービス用や、メインエンジン始動用の電力を供給するのが目的で配備されている。これは、航空機（主に旅客機）がエンジンを切ってしまうと搭載されている発電機も止まり、電力が得られないためである。
空港電源車には、発電機を装備する車両と、地上電源からの電力（陸電）を中継する車両の2種類があり、後者はGPU (ground power unit) と呼ばれる。現在の中型機以上にはAPUが装備されており、短時間の折り返しなどでは電源車を不要としている。
APUが搭載されていない小型機の場合、地上での作業中にエンジンを始動したままにする必要がある。電源供給は1基でも可能なため、双発機の場合は片側を停止することもある。

### 原子力発電所用
2011年（平成23年）に発生した福島第一原子力発電所事故では、原子力発電所の電源喪失が事故拡大の引き金となったことから、緊急時用の電源車の開発が求められた。2012年（平成24年）、IHIの子会社のIHIジェットサービスは、ロールスロイス製の航空用ジェットエンジンを動力源とした国内最大となる3,600 kW級の移動電源車を開発して東京電力に納入。東京電力では、原子力発電所のバックアップ電源として柏崎刈羽原子力発電所および福島第二原子力発電所に配備している。

## 鉄道車両
鉄道車両の場合、客車の種類の一つとして電源車がある。運転機器以外の、エア・コンディショナー（冷暖房装置）、照明、食堂車の厨房などへのサービス用電源を搭載するための鉄道車両の呼称である。
なお、日本の電車や国鉄時代の設計を引き継ぐ特急形気動車にも、サービス用の電源装置（電車は電動発電機や静止形インバータ、気動車はディーゼル発電セット）が数両に1両の割合で編成に組み込まれている。しかし、これらでは客室や運転台のスペースを圧迫しないよう中容量の発電装置として大きさを抑えており、1両全てが電源装置とはならないことから、電源車とは呼ばれない。

### 登場の背景
機関車に牽引される客車の場合、暖房装置については蒸気機関車が発生させる水蒸気による蒸気暖房を採るのが一般的であった。そのため、動力近代化計画に伴い無煙化されたが客車の改修が行われないなどの理由で蒸気暖房を採用していた地区では、暖房の熱源として電気機関車やディーゼル機関車に蒸気発生装置（SG）を積んだり、暖房車と呼ばれる蒸気供給用のボイラー車を連結し、暖房用蒸気を客車に送っていた。また、例外的に電化区間でかつ長大編成を客車で組んだ東海道本線東京近郊区間などでは電車のそれと同じく電気機関車から電力供給を受け、腰掛下に電熱器をおく電気暖房方式も使用された。
しかし、冷房装置については電力による冷房機器が発達したことから、それまで想定されていなかった大きな電力を必要とするため、容量の大きな発電セットを別途設ける必要が生じた。
それ以前から、車内の照明や放送、扇風機に使用するため、車軸の回転を用いて発電する車軸発電機と鉛蓄電池はあったが、車軸発電機は「個々の車両で用いる電力を賄う」という観点から発電能力が低かった。また、蓄電池も技術的な問題から小型で大容量の物が積載できなかった為、明治時代の山陽鉄道には蓄電池を積載し、個々の客車に電力供給を行った蓄電車という車両も存在した。
冷房装置については主に食堂車・一等展望車など一部の車両では車軸回転を用いた車軸駆動冷房装置や蒸気の力を用いるものもあった。だがそれらは、運行時の条件（速度や環境）に依拠するものであり、かつ保守に手間が掛かることから、必ずしも使い勝手が良くなく、運行時の条件に依拠しない電力による冷房装置を必要とした。
1950年代には電車ではあるが、151系電車において固定編成の理念が特急形車両に採り入れられた。また、この151系電車では全車両にエア・コンディショナーが整備されていた。
しかし、架線からの電力を利用できる電車と異なり、集電装置をもたない客車では車軸発電機による電力では賄えず、安定した電力の供給ができないこともネックとなった。
なお、電車の場合、サービス電源は直流電化区間では電動発電機や静止形インバータなどにより架線電力を低電圧の直流（80系・70系電車までのいわゆる「旧形国電」）、あるいは交流（101系電車以降の「新性能電車」）に変換、交流電化では主変圧器の一部の巻線からサービス電源を得ている。ただし冷房に関しては、大容量の交流電源を用いる事例が多い。
そこで、ヨーロッパ各国の鉄道で大容量の発電装置を用いて編成全体に電力を供給する集中電源方式が採用されていたことと、日本ではカシ36形食堂車で試行された電気レンジなどの調理機器による電力消費も考慮し、サービス電源供給車両という大容量発電セットを搭載した車両が設計・製造された。

### 登場とその発展

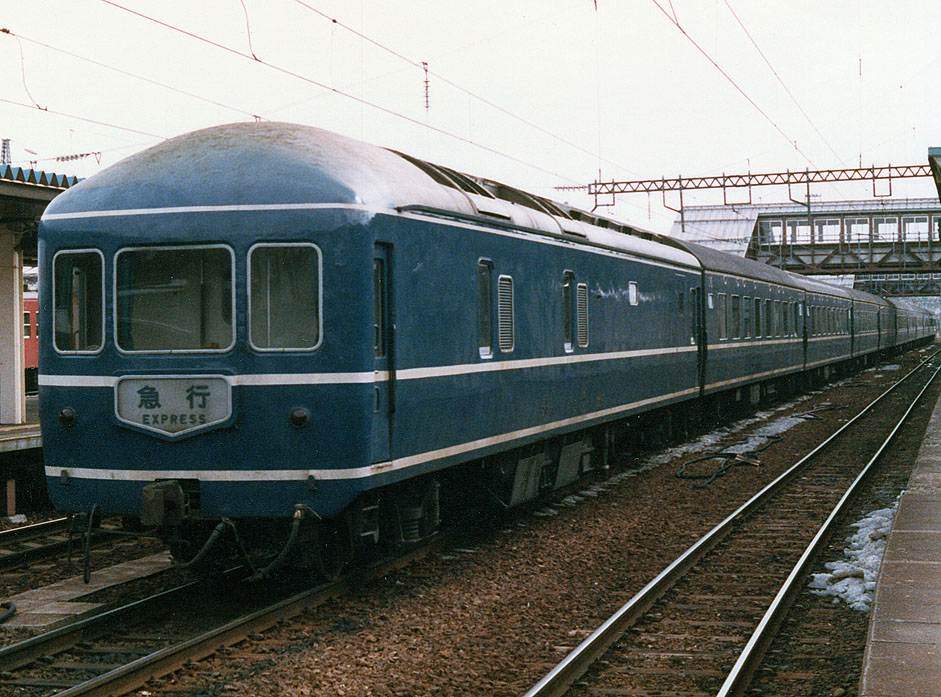
カヤ21形（カニ21形改造）

当初登場した20系客車では設計当初より「利用客への騒音防止」の観点というより、荷物列車の一部としての役割（新聞輸送）を担うことから、荷物車として荷物専用スペースを設けたマニ20形が製造された。次期製造車両からは車体長を延ばし荷物室の積載量を増大したカニ21形が標準形として量産された。
20系客車登場時は、運行区間であった山陽本線に非電化区間が存在したため、ディーゼル発電セットを採用し、内燃力発電を行うこととした。この20系客車にはのちに直流電化区間では架線からパンタグラフにより集電し、電動発電機で電力を供給するカニ22形が存在した。この車両は非電化区間用にディーゼル発電機も積載していた関係から、軸重が過大で運用線区が限られたため、のちに電動発電機とパンタグラフを降ろし、カニ21形と共通運用（ただし荷物は3t積）となった。
また、多層建て列車などで20系客車が運用されることになると、分割された片方の編成の電源車が喪失することから、中容量のディーゼル発電セットを積載した簡易電源車と称されるマヤ20形が旧型客車から改造捻出された。
しかし、20系客車を用いた寝台専用列車以外では特急料金と寝台料金を同時に徴収することもできず、編成中のデッドスペースは収益率のさらなる低下を招き、分割先での電源車の確保も支出の増加となる。そこで、臨時列車や団体専用列車に用いられる前提で座席車として製造された12系客車では、比較的小型のディーゼル発電セットを編成端の緩急車に設置し、それを電源車兼用として運用することとなった。この分散電源方式は20系客車の後継車両として設計・製造された14系客車にも採用された。
しかし、1972年（昭和47年）に発生した北陸トンネル火災事故で分散電源方式の危険性が指摘され、問題が解決するまでは旅客を乗せる車両とは別に発電機を搭載する事業用車の運用が決定した。
寝台専用列車に限り、一旦集中電源方式に戻された。これによって車体の基本的な設計は14系客車を元にした24系客車が新規に製造され、在来の14系客車でもディーゼル発電機の防火工事が行われた。
ちなみに製造初期の24系客車ではマヤ24形と形式上職用車として分類されたが、のちに20系客車の代替により荷物列車としての運用があることから、荷物合造車としてカニ24形も製造された。また、分割併合時の電源車として20系のカニ22形を改造編入したカニ25形が製作された。
後年の改造であるが、直流電化区間におけるカニ22形と同様に架線からパンタグラフにより集電し、静止形インバータ (SIV) を使用しての電源供給を行うスハ25形もあった。車両形式は「ハ」となっており、フリースペースである「ロビーカー」として使用した。
また、お召し列車に用いられる460号供奉車もこの範疇に含まれる。これについては、当該項目を参照されたい。

### 構造
先に述べたように、サービス電源を供給するためにディーゼル発電セットおよび変電設備を設置している。そのため車両重量は総じて重くなることが多い。
また、24系客車までは新聞輸送の役割もあった関係で荷物室を設けた車両が多かった。東日本旅客鉄道（JR東日本）が設計・製造したE26系客車のカハフE26形車両は、E26系客車をすべて2階建車両として設計したことから、1階部分にディーゼル発電機を設置したラウンジカーとして使用されている。定員は0であるものの、乗客に供するスペースを有することから普通車扱いとなった。

### 例外的な使用例

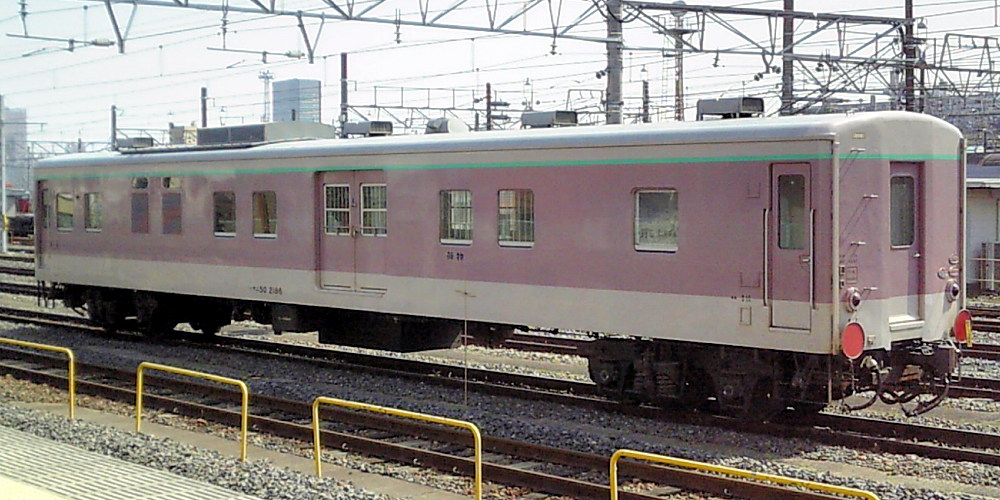
マニ50 2186（リゾートエクスプレスゆう用電源車）

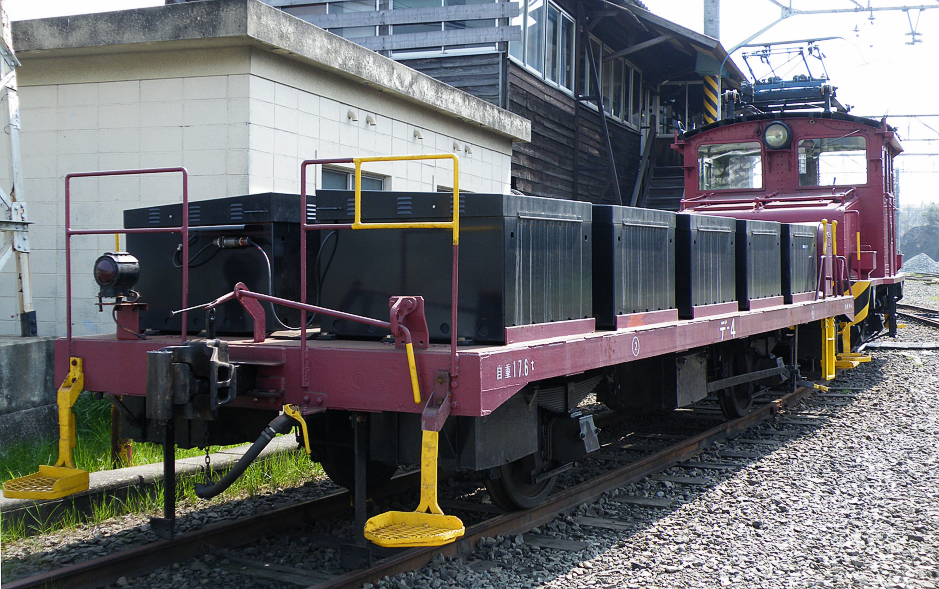
三井化学専用線の電源車デ4

なお、客車だけではなく電車にも電源車が設定されたことがある。これらはやや例外的であるが、客車のそれとほぼ同様にサービス用電源を供給するためである。電車に搭載された電動発電機や静止形インバータは架線からの電源供給がないと動作しないため、非電化区間に電車が乗り入れる場合は、蒸気機関車やディーゼル機関車で牽引するだけではなく、サービス用電源の確保も必要となる。なお、機関車の牽引によらず電車単独での走行を可能とするため電動車に動力用の電源を供給するための電源車は、昭和46年に国鉄で「制御車の床下にガスタービン電源を設置してこれで動力車に給電する」という案が生まれたが、ガスタービン気動車さえも実用化されないまま終わり、この電源車は結局実現しなかった。
「草津」の運行当初は臨時列車であったこともあり、80系電車を用いて運行された。当時電化されていなかった長野原線内では蒸気機関車により80系電車を牽引した。その際、蓄電池を積んだオハユニ71形客車を連結した。エル特急「有明」で485系やJR九州783系電車「ハイパーサルーン」が、かつて非電化であった豊肥本線に乗り入れる際に車掌車「ヨ8000形」にディーゼル発電機を設置した車両（ヨ28001、ヨ28002）や、12系客車の緩急車「スハフ12形」を用いサービス電源を供給した。
また485系のジョイフルトレイン「リゾートエクスプレスゆう」にディーゼル発電機を搭載したマニ50形（マニ50 2186）が用意され、水郡線など非電化区間への乗り入れの際に使用されていた。マニ50 2186は鉄道車両の検査などで工場へ回送される車両に対する控車としても使われたのち、「リゾートエクスプレスゆう」引退後の2019年に東急電鉄へ譲渡、伊豆急行2100系電車「THE ROYAL EXPRESS ～HOKKAIDO CRUISE TRAIN～」の電源車を務めている。また、非電化区間への乗り入れを想定してあらかじめ電車にディーゼル発電機を搭載しておく例としては、485系ジョイフルトレイン「シルフィード（後の「NO.DO.KA.」）」のクロ484-1（現・クハ484-701）やJR東日本E655系電車のクロE654-101が該当する。
また、特異な事例としては、直流専用として製造された151系電車を用い、関門トンネルを越えて鹿児島本線博多駅まで乗り入れる際の事例がある。交流で電化されていた同線内で、動力は電気機関車に牽引されることとし、サービス用電源は421系電車の変圧器を搭載したパンタグラフ付き電動車であるモハ420形を早期落成させ、これを電源車サヤ420形（サヤ420-1 - 3）として使用した。これは初の交直両用の特急形となる481系電車が落成するまでの、あくまでも暫定的な処置であった。
三井化学専用鉄道では、工場内の防爆対策として電気機関車に蓄電池を搭載した電源車を連結して運行している。

### 気動車での事例
「サービス電源を供給する」と言う範疇で言えば、151系電車を範とし、日本初の特急形気動車であったキハ81系ではサービス電源を供給するため、先頭車であるキハ81形および食堂車であるキサシ80形にディーゼル発電セットを搭載した。このうち、キサシ80形では床下に設けられ、先頭車両であるキハ81形は運転席前部にあるボンネット内部に設けた。改良型のキハ82系では、先頭車両のキハ82形車両が貫通形となり運転席後部の床下に発電セットを設けた。この形態は以降日本国有鉄道が製造した特急形気動車で踏襲されたが、キハ183系0番台のみは非貫通式で落成したため、運転台なし・片廊下式の電源装置付き中間普通車の「キハ184形」が登場している。
国鉄分割民営化を控え四国向けに製造されたキハ185系では、個々の車両で冷暖房装置を完結させる機関直結式冷房装置に改めたため、このような特定の電源車両の必要がなくなっている。
また、急行形車両においてはキハ58系の冷房化に際して製造されたキハ65形の事例もあるが、これも冷房化とのかかわりによるものである。

### 電源車が設定された形式
本節では客車のみに限定する。
- 国鉄20系客車
  - 電源荷物車：マニ20形・カニ21形・カニ22形
  - 簡易電源車：マヤ20形
  - 電源車：カヤ21形
- 国鉄12系客車
  - 電源座席車：スハフ12形（スロフ12形・マロフ12形）
- 国鉄14系客車
  - 電源寝台車：スハネフ14形・スハネフ15形
  - 電源座席車：スハフ14形（スロフ14形）
- 国鉄24系客車
  - 電源車：マヤ24形/カヤ24形
  - 電源荷物車：カニ24形・カニ25形・マニ24形
  - 電源座席車：スハ25形
- JR東日本E26系客車
  - 電源座席車：カハフE26形
  - 予備電源車：カヤ27形
- JR九州77系客車
  - 電源座席車：マイ77形
  - 電源食堂車：マシフ77形
- JR西日本35系客車
  - 電源座席車：スハ35形
  - 電源展望車：スハテ35形
- 皇室用客車
  - 供奉車：460号
- 台鉄電源荷物車
  - ディーゼル機関車牽引の莒光号他：空調付き客車で使用